# Тухья
Тухья́ (чув. Тухья, верх. чув. Тохья) — традиционный девичий головной убор чувашей, в виде полусферической шапочки, иногда с наушниками или ремешками из кожи. Тухья имеет свои особенности взависимости от этнографической группы чувашей. Округлую без острого навершия тухью носили средненизовые чуваши (чув. анат енчи), шлемовидную (полусферической формы, с пришитым сверху конусом) — низовые чуваши (чув. анатри) и в нескольких этнотерриториальных группах чувашей Среднего Поволжья и Приуралья.

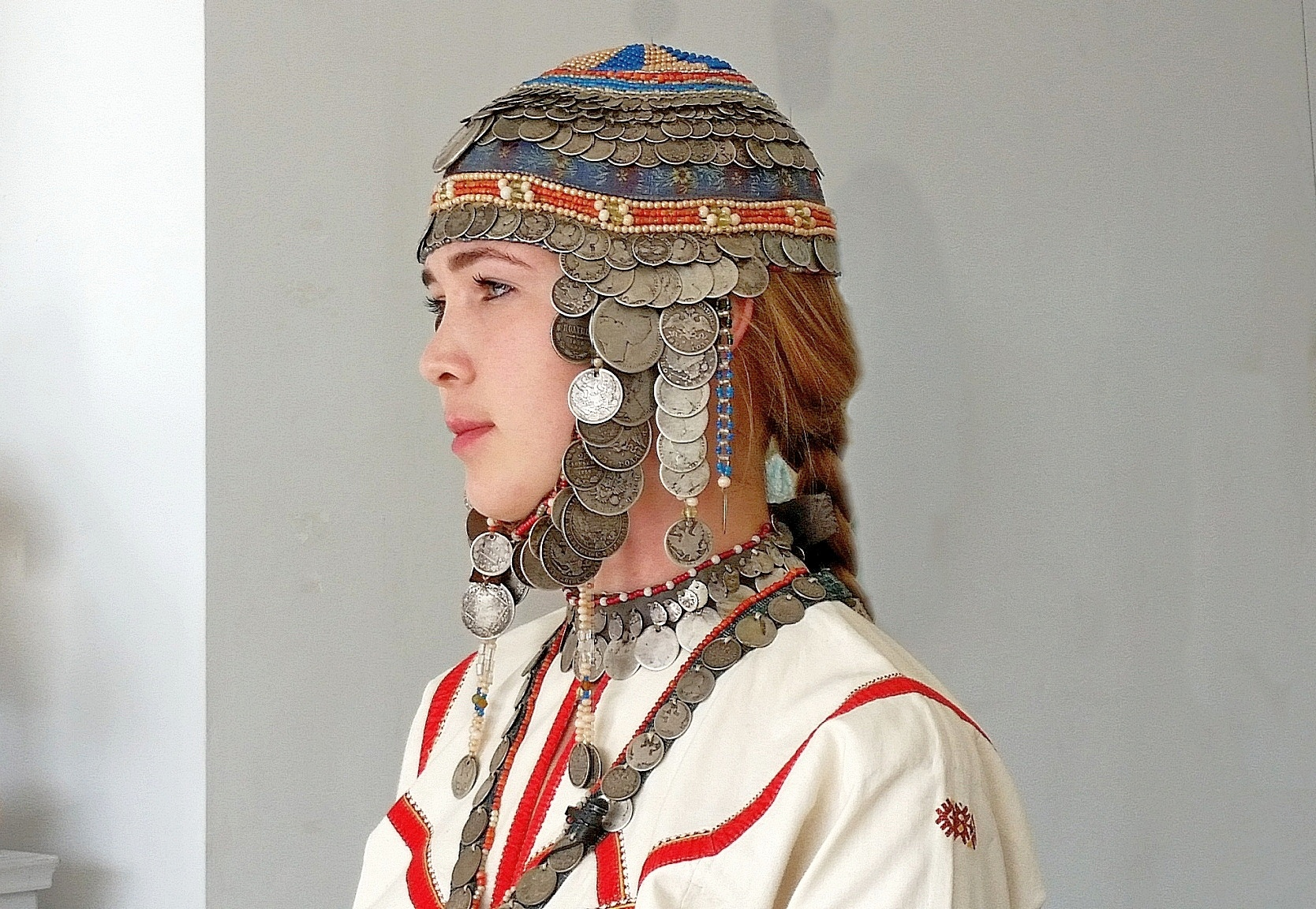
Тухья чувашской этнографической группы анат-енчи

## Культ

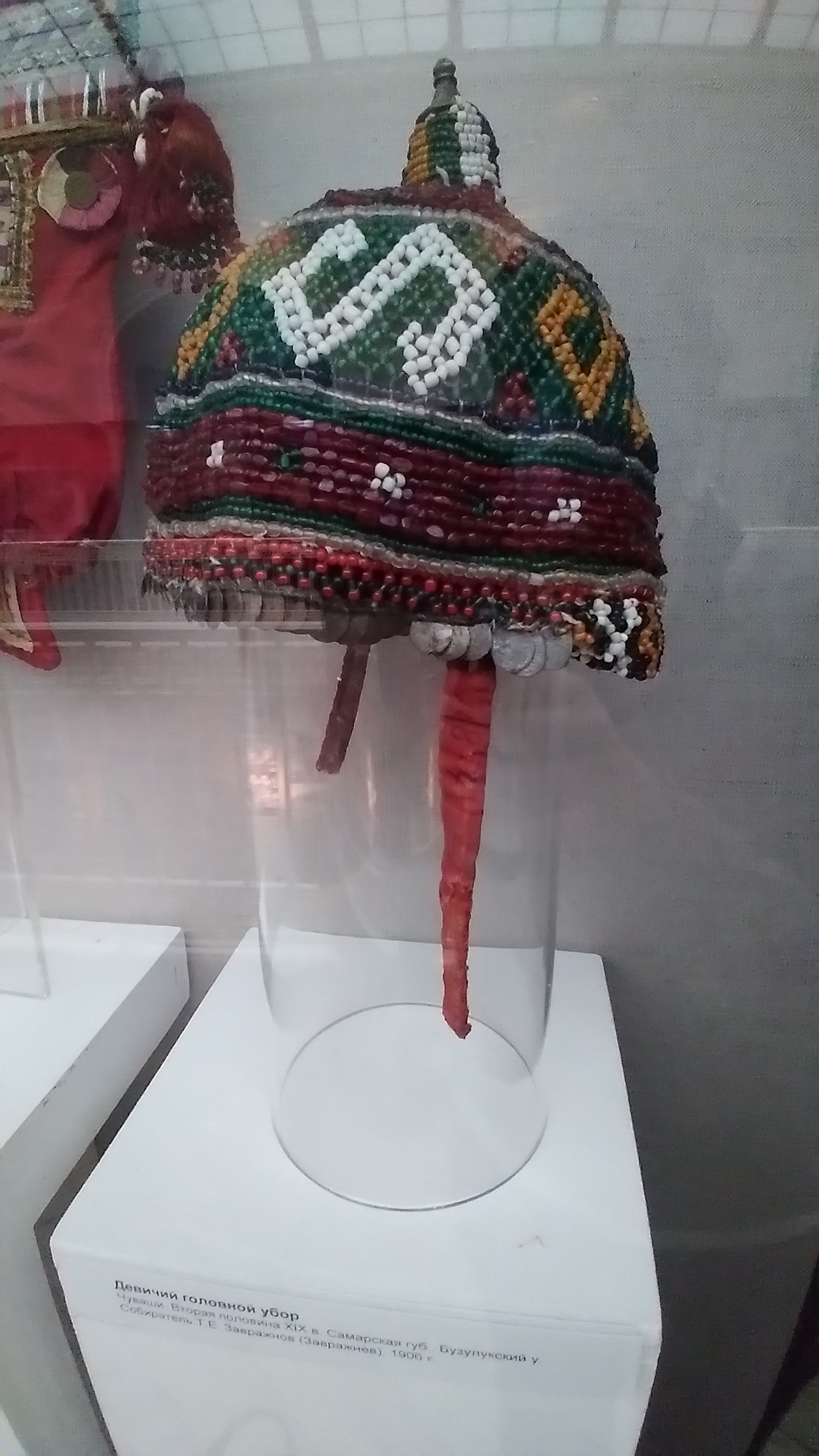
Тухья. Девичий головной убор. Чуваши. Вторая половина XIX века. Самарская губерния, Бузулукский уезд.

Корни и истоки головных уборов у чувашей как и у многих народов лежали в основе мифологических представлений мира. Головной убор тухья носили только незамужние девушки с момента наступления менструального цикла, что символизировала то что девушка готова к замужеству. После свадьбы девичий головной убор тухья меняли на женский головной убор хушпу, мужчины носили анологичный головной убор тÿпетей что переводится как небосвод.

## Этимология
Происходит от персидского — тагийе, от арабского ṭāḳijа — букв. арка, свод, купол.
В верховом диалекте Тохья.

## Изготовление
Тухью шили из 1-2 слоёв плотного холста. Украшали бисерным узором и монетами. Узоры на верхушке и по окружности шапочки являлись солярными знаками (символами Солнца) и символизировали его бесконечное движение.